# Hasavi, Sorab
Hasavi là một làng thuộc tehsil Sorab, huyện Shimoga, bang Karnataka, Ấn Độ.